# اسکیت آزاد قهرمانی اروپا
اسکیت آزاد یا رول اسکیت قهرمانی اروپا (انگلیسی: European Freestyle Skating Championships) رقابت اصلی رول اسکیت در اروپا که توسط کنفدراسیون رولر اسکیت اروپا برگزار می شود.